# Partito dell’Opportunità (Albania)
Il Partito dell'Opportunità (in albanese Partia Mundësia, PM) è un partito politico di centro-destra in Albania. Il leader è Agron Shehaj.

## Storia
Agron Shehaj, ex membro della fazione di Berisha nel Partito Democratico d'Albania, ha lasciato il partito il 1° giugno 2024 annunciando la creazione di un nuovo soggetto politico in Albania denominato Partito dell'Opportunità (Partia Mundësia).
L’inaugurazione di Mundesia si è tenuta al Palazzo dei Congressi di Tirana. In quest'occasione, Shehaj ha presentato la visione del partito, che mira a ridare speranza agli albanesi e a posizionarsi come una forza politica di stampo europeo, attivamente impegnata in attività di base.
Nel suo discorso, Shehaj ha sottolineato l’impegno di Mundesia nel garantire un nuovo inizio a tutti i cittadini. Ha inoltre evidenziato come questo movimento politico rappresenti un allontanamento dal panorama politico degli ultimi tre decenni in Albania, offrendo un’alternativa distinta ai paradigmi tradizionali.

## Ideologia
Le posizioni politiche del partito sono state descritte come di centro-destra, fiscalmente conservatrici e moderate. Le posizioni sono considerate simili a quelle del Partito Democratico d'Albania, ma con politiche più neoliberiste.

### Politiche economiche
Il partito sostiene la sostituzione dell'attuale imposta progressiva sul reddito con un'aliquota fissa dell'8%. Il partito si propone di ridurre i costi amministrativi di 1 miliardo di euro all’anno. Secondo il partito, questo obiettivo sarebbe raggiungibile attraverso la riduzione della burocrazia, rigidi controlli sulla spesa e la fine del favoritismo in materia di occupazione. Grazie a questi risparmi, l’Albania potrebbe avere una tassa fissa e aumentare la spesa nei settori sanitario e dell’istruzione di 500 milioni di euro. Il partito vuole inoltre eliminare i controlli statali sulle nuove imprese nei primi tre anni di attività, eliminare i monopoli e automatizzare le dogane con l’intelligenza artificiale.  Il partito propone inoltre la cancellazione delle concessioni abusive e dei partenariati pubblico-privati . Il partito mira a congelare le politiche fiscali per 10 anni e propone l'adozione dell'euro come moneta nazionale. Ulteriori riforme economiche del partito riguardano l'implementazione dell'intelligenza artificiale per i permessi di pianificazione.

## Risultati elettorali
| Elezione          | Leader       | Voti   | %    | Seggi   |
| ----------------- | ------------ | ------ | ---- | ------- |
| Parlamentari 2025 | Agron Shehaj | 48,995 | 3,05 | 2 / 140 |